# Chiara Negrini
Chiara Negrini (Chiaravalle, 27 aprile 1979) è una pallavolista italiana.
Gioca nel ruolo di schiacciatrice nella Polisportiva Filottrano Pallavolo.

## Carriera
Chiara Negrini sin dall'età di sette anni si avvicina alla pallavolo, oltre a praticare danza classica e pattinaggio sul ghiaccio. Nel 1997, scoperta da Luciano Pedullà, entra a far parte dell'Omegna, con il ruolo di libero, giocando in serie B1, ottenendo un terzo posto. Nello stesso anno ottiene la convocazione in nazionale anche se un infortunio al quinto metatarso del piede destro la costringe a due mesi di stop.
Nella stagione 1998-99 fa il suo esordio in serie A1 con l'Olimpia Teodora di Ravenna; durante l'estate dopo un breve periodo passato in nazionale ne verrà esclusa senza più essere convocata.
Nella stagione 1999-00 è in serie A2 nel Volley Latisana, cambiando ruolo e passando sa libero a schiacciatrice. Nelle stagioni successive, per scelte familiari, gioca in serie B prima con il New Team Volley Castelfidardo e poi nel Robur Tiboni Urbino Volley, con la quale conquista anche una promozione in Serie A2. Nella stagione 2004-05 ritorna a Castelfidardo, nel frattempo anch'esso promosso nella serie cadetta, dove resta per tre stagioni. Nell'estate del 2005 viene convocata nuovamente in nazionale per disputare i XV Giochi del Mediterraneo, dove vince la medaglia di bronzo.
Nella stagione 2007-08 ritorna dopo quasi un decennio in serie A1 con il Giannino Pieralisi Volley di Jesi: nel corso di tre annate passate con il club marchigiano vince un solo trofeo, ossia la Challenge Cup 2008-09.
Nella stagione 2010-11 viene ingaggiata dal GSO Villa Cortese, con la quale vince la Coppa Italia. Dopo un periodo di inattività legato ad una gravidanza, nella stagione 2012-13 torna in campo vestendo la maglia del Robur Tiboni Urbino Volley, dove resta per due annate, prima di passare, per il campionato 2014-15, alla neopromossa Azzurra Volley San Casciano, dove resta per due stagioni.
Nell'annata 2016-17 si lega alla Polisportiva Filottrano Pallavolo, in Serie A2, con cui vince la Coppa Italia di categoria 2016-17.

## Palmarès

### Club
- Coppa Italia: 1

2010-11
- Coppa Italia di Serie A2: 1

2016-17
- Challenge Cup: 1

2008-09

### Nazionale (competizioni minori)
- Giochi del Mediterraneo 2005